# Надя Кехлибарева
Надя Димитрова Кехлибарева е българска поетеса и преводачка.

## Биография и творчество
Надя Кехлибарева е родена на 22 ноември 1933 г. във Варна. Завършва френска филология в Софийския университет и работи като учител, преподавател в курсове по немски и френски език към Министерството на външните работи. Била е дългогодишен редактор в отдел „Поезия“ в „Народна младеж“ и „Български писател“. Специализира в Германия и САЩ.
Автор на десетки книги за възрастни и деца от 1956 г. Книги: „Моето море“ (1960), „Планината на силните“ (1965), „Ветровете над залива“ (1970), „Тревогите живеят дълго“ (1970), „Кръгла година“ (1974), „Синьо пристанище“ (1976), „Отражения“ (1978), „Бряг на очакването“ (1979), „Женски светове“ (1982), „Любовта е близо“ (1983), „Цвете на хълма“ (1983, избрани стихове), „Моряшка земя“ (1984), „С твоята усмивка“ (1985), „Интимен свят“ (1986), „Един живот не стига“, „Има навсякъде хубост“, „Целувката“ (1990) и др. Книги за деца: „Цветни стъкълца“ (1966), „Катеринчето, бате Стамо и другите“ (1979), „Ленка и старият град до морето“ (1983), „Приказки от моряшкия куфар“ (1984), „Птиче с качулка“ (1985), „Гостенче с бодли“ (1992) и др. Превежда руски, немски и френски поети.
Умира на 16 октомври 1988 г.
- Паметна плоча на дома на Надя Кехлибарева
- Сградата на бул. „Евлоги и Христо Георгиеви“ № 167